# Stazione di Gakuen-mae (Nara)
La stazione di Gakuen-mae (学園前駅?, Gakuen-mae-eki) è una stazione ferroviaria situata nella città di Nara, nella prefettura omonima, in Giappone, servente la linea Kintetsu Nara delle Ferrovie Kintetsu. La stazione è una delle più usate della linea Nara, con quasi 60.000 utenti giornalieri, e vi fermano treni ordinari di ogni tipo.

## Linee
Ferrovie Kintetsu
● Linea Kintetsu Nara

## Aspetto
La stazione è costituita da 2 binari passanti in superficie con due marciapiedi laterali.
| 1 | ■ Linea Kintetsu Nara | per Yamato-Saidaiji, Kintetsu Nara e Tenri                      |
| 2 | ■ Linea Kintetsu Nara | per Ikoma, Ōsaka Uehommachi, Ōsaka Namba, Amagasaki e Sannomiya |

## Stazioni adiacenti
| «                   | Servizio                                   | »                   |
| Linea Kintetsu Nara | Linea Kintetsu Nara                        | Linea Kintetsu Nara |
| ------------------- | ------------------------------------------ | ------------------- |
| Tomio               | Locale Semiespresso sezionale Semiespresso | Ayameike            |
| Ikoma               | Espresso Espresso Rapido                   | Yamato-Saidaiji     |